# Шоуто на Слави
„Шоуто на Слави“ е българско вечерно делнично ток шоу с водещ Слави Трифонов. Предаването се излъчва от 27 ноември 2000 г. до 31 юли 2019 г. по bTV. Записва се всяка делнична вечер от 20:00 часа в студио 1 на bTV в зала 12 на НДК, София и се излъчва от 22:30 до 23:30 ч.
От 8 октомври 2012 г. шоуто се излъчва в HD качество.
„Шоуто на Слави“ е продукция на компанията на водещия Слави Трифонов – „Седем-осми“ АД.
След приключването му, шоуто  е наследено от „Вечерното шоу на Слави Трифонов“ по 7/8 ТВ, собствената телевизия на Слави Трифонов, а по bTV от „Шоуто на Николаос Цитиридис“.

## История
Предаването започва да се излъчва на 27 ноември 2000 г. Първоначално не попада в праймтайма на телевизията, но след година продукцията успява да разшири най-гледането време до 23:30 ч. В периода до 2004 г. то привлича средно между 2 и 3 милиона зрители всяка вечер, но след няколко години зрителите му постепенно намаляват. В края на 2011 г. предаването се гледа между 1 и 2 милиона зрители средно всяка вечер.
Гости на Слави Трифонов са били звезди от световния шоубизнес, киното, музиката, спорта, литературата, културни дейци и представители на световния и българския политически елит.
От 2004 г. важен сегмент в предаването са различните реалити проекти в рамките на „Шоуто на Слави“. Сред най-известните са „Музикална академия Ку-Ку бенд“, „Танцувай с мен“, „Бягство към победата“, „Магаданс: Предизвикателството“. Въпреки че основната идея е да допълват гостите в шоуто, част от проектите имат и самостоятелно излъчване в праймтайма на bTV.

### Полемика и неизлъчване на епизоди
Две от всички 4176 предавания на „Шоуто на Слави“ никога не са били излъчвани.
На 27 март 2017 г. вместо заснетия и предвиден епизод на предаването, телевизията излъчва повторение на старо издание. В свое официално съобщение на сайта си bTV обяснява, че причината за неизлъчването е „несъответствие със стандартите за телевизионно съдържание на неутрална и обективна телевизия като bTV, която не толерира едностранно представяне в програмите си“. От медията подчертават и че сключеният договор със „Седем-осми“ е за предаване с развлекателно-информативен характер. На следващия ден на пресконференция Слави Трифонов определя спирането на епизода като цензура и еднолично решение на телевизията. Трифонов публично уточнява, че и ако за втори пореден ден епизод на „Шоуто на Слави“ не е излъчен по телевизията, то това би било нарушение на договора им с bTV и той ще иска да го разтрогне. Същата вечер bTV все пак излъчва предвидения за деня епизод и така не се стига до прекратяване на договора за предаването.
Три седмици по-късно – на 18 април 2017 г. bTV отново не излъчва предвиденото за деня предаване и го заменя с повторение на старо издание. И този път в официално съобщение в интернет медията заявява, че „съдържанието на епизода не съответства на стандартите за редакционно съдържание“. Телевизията допълва и че твърдо стои „зад спазването на законодателната рамка и високоетичните стандарти и счита, че представянето на едностранна позиция противоречи на добросъвестността.“ На следващия ден на пресконференция водещият и сценаристите представят какво е имало в предаването и госта на Трифонов – журналиста Васил Иванов, който преди дни е напуснал конкурентната Нова телевизия и в записаното предаване за 18 април обвинява директорът „Новини и актуални предавания“ на Нова телевизия в цензура и корупция, както и разкрива телефонни записи на колегите си и членове на мениджърския екип на конкурентната на bTV телевизия.
Въпреки случаите, определени от „Седем-осми“ като цензура, компанията няколко пъти подновява договора си за предаването и за следващите няколко телевизионни сезона.

### Край
Последното предаване на „Шоуто на Слави“ e на 31 юли 2019 г. Компанията му на Слави Трифонов сама е отказала да поднови договора си с bTV Media Group и в последното излъчване на предаването той обявява, че „от дълго време не се чувстват част от медийната среда“. В предаването е обявена и специална томбола, чрез която ще бъдат раздадени всички подаръци, които Слави Трифонов е получавал от гостите си през 19-те сезона на предаването, бюрото и диванчето в последния декор на предаването, както и 9-те книги, в които в първите години на предаването гостите са оставяли своите послания за зрителите.
През последните месеци на шоуто хора от екипа гостуват на Слави Трифонов и заедно разказват истории за гостуванията на световни известни личности в предаването и случки зад кадър. В последните три предавания са излъчени последните издания на „Актьорската вечер“ и „Часът на бенда“, която е посветена на творчеството на Ку-Ку бенд от 2000 до 2019 г. и е изпълнена първата песен, написана след старта на „Шоуто на Слави“ – „Новите варвари“.
В последното, 4176-о предаване участва целия екип на предаването, а водещият Слави Трифонов обяви, че ще създаде „телевизионен продукт“ и „политически проект, който ще се казва „Няма такава държава“ (по-късно преименуван на Има такъв народ), чрез който да превърне в закон предложенията от инициирания от екипа му през 2016 година референдум“.

## Сегменти
Предаването се различава от класическата структура на американските късни вечерни ток-шоута заради силната комуникация между водещия и музикалната група, както и различните рубрики и специални и реалити проекти в рамките на предаването.
Основа на всяко издание на „Шоуто на Слави“ са коментарите на водещия върху актуалните теми от деня, както и тяхната музикална или актьорска интерпретация. Основно място заемат и ежедневните гости от различни сфери на шоубизнеса, културата и политиката по целия свят.

### Реалити проекти
В рамките на „Шоуто на Слави“ продуцентската компания реализира някои от най-гледаните си продукции. Голяма част от форматите са авторски, а някои – въпреки замисъла си, но заради голям интерес – се излъчват и извън предаването в самостоятелни часове на излъчване в праймтайма на bTV. Част от проектите са „Аз пея в Ку-Ку бенд“, „Музикална академия Ку-Ку бенд“ (два сезона), „Народен артист“, „Танцувай с мен“ (три сезона), „Кандидати за слава“, „Моята голяма TV сватба“, „Бягство към победата“, „Добре дошъл в България“, „Претендентът“, „Умна и красива“, „Разсмей Слави“, „Магаданс: Предизвикателството“, „Пеещи семейства“, „Игра на хорове“, „Нова звезда“. Обикновено риалитата се излъчват в края на седмицата – четвъртък и петък.

### Специални проекти
- Празнични предавания – като ежедневно ток-шоу предаването има специални празнични предавания за всички големи поводи, като националния празник, деня на Съединението, деня на независимостта, Гергьовден, Коледа, деня на славянската писменост, деня на народните будители и други.

- 25 години Ку-Ку бенд  – 5 специални издания, посветени на четвъртвековния юбилей на групата. По време на тематичната седмица се излъчва специалния филм за концерта на Ку-Ку бенд в The O2 Arena в Лондон, който е под наслова „Системата ги убива!“ – в подкрепа на протестиращите майки на деца с увреждания пред Народното събрание.

- Детска Евровизия 2015 – По време на последното издание за сезон 2013/2014 – на 25 юли 2014 г. Слави Трифонов и Евгени Димитров-Маестрото обявяват, че чрез главният изпълнителен директор на bTV Media Group Павел Станчев са получили покана от генералния директор на БНТ Вяра Анкова Крисия и пианистите Хасан и Ибрахим Игнатови да представляват България на песенния конкурс „Детска Евровизия 2014“ в Малта. На 9 октомври 2014 г. е представена песента „Планетата на децата“, в чийто запис е участвала и Плевенската филхармония. На конкурса на 15 ноември 2014 г. Крисия, Хасан и Ибрахим се класират на второ място, на следващия ден участват в концерта на живо на продуцирания от Седем-осми трети сезон на „Гласът на България“ по bTV, а впоследствие в шоуто. На 15 януари 2015 г. БНТ обявява, че е получила покана от Европейския съюз за радио и телевизия EBU „Детска Евровизия 2015“ да се проведе в София. Причината е, че телевизионният представител на държавата-победител от 2014 г. – RAI, се е отказал заради финансови затруднения. От БНТ приемат предложението, а през лятото на 2015 г. в рамките на „Шоуто на Слави“ и специални издания в праймтайма на bTV се избират представителите на България на конкурса – Габриела Йорданова и Иван Стоянов, които изпълняват песента, написана от Ку-Ку бенд – „Цветовете на надеждата“.

### Сериали
- За първия сериал (2009 г.), част от шоуто, виж Къде е батко?.
- За втория сериал (2012 г.), част от шоуто, виж Ракия Sunrise.

За пръв път като част от предаването Седем-осми реализира собствен сериал през 2009 г. – „Къде е батко?“ има само три епизода, защото е свален от екран след спор с bTV. През пролетта на 2012 г. всеки петък в рамките на шоуто се излъчва сериалът „Ракия Sunrise“. Последният епизод на сериала е на 1 юни 2012 г.

### Рубрики
Актьорска вечер – всеки понеделник актьорите на шоуто излизат заедно пред публиката и забавляват зрителите с различни запомнящи се и знаменити образи и скечове.
Новинарник – хумористичен анимационен вариант на кратките новини в „Шоуто на Слави“. Рубриката е с продължителност от около 5 минути, а първото ѝ издание е на 28 март 2014 г. и първоначално не се излъчва в точно определен ден, но с началото на сезон 2014/2015 рубриката започва излъчването си всеки вторник. В ефир е до последния сезон на предаването.
Вечер на северозападната култура – в рубриката водещи са Борис Солтарийски, Георги Милчев – Годжи и Красимир Радков, който е в ролята на Гацо Бацов. По време на изданията те представят шеги от северозападния край на България на т.нар. „врачански диалект“. На специален имейл адрес зрителите изпращат свои лични истории от Северозапада. Гостуват и известни личности от този район. Първото издание е на 26 април 2011 г. и е в ефир до последния сезон на предаването (последното ѝ издание е на 24 юли 2019 г.).
Нещо лично – известни личности разказват лични истории от техния живот, свързани с конкретни песни, изпълнявани от музикантите от Ку-Ку бенд на живо. Излъчва се всеки четвъртък в рамките на цял епизод на предаването от 21 септември 2017 г. с гост Слави Трифонов. Впоследствие за кратко замества „Актьорската вечер“ в понеделник – като част от специалните предавания посветени на 25-годишнината на Ку-Ку бенд (с гости музикантите от групата), но впоследствие през последния сезон отново се излъчва в четвъртък.
Достойни за уважение – В рубриката гостуват хора, направили живота на някого друг по-добър. Първото ѝ издание е на 31 март 2016 г. и е в ефир до последния сезон на предаването.
Гле'й как се пра'и – специални петъчни издания на шоуто със Слави Трифонов и рапъра Криско. Идеята за сегментите е след общата им едноименна песен. По време на предаването двамата отговарят на въпроси и имат специални гости. Първото издание е на 4 май 2018 г. и се излъчва само през този телевизионен сезон.
Лигата на необикновените – известни личности сядат на стола на Слави и имат правото да водят предаването за една вечер. Те сами избират темите и гостите в предаването си. Рубриката е подобна на сегмента „Лице назаем“ от 2007 г., но тогава Трифонов не е в студиото на предаването – за разлика от времето на „Лигата на необикновените“. Първото издание е на 8 май 2012 г. и се излъчва само през календарната 2012 г. с общо 24 предавания, както и с две последни издания през март 2013 г.
Тъй рече г-н Андреев – победителят от реалити проекта „Разсмей Слави“ 7-годишният Димитър Андреев всеки четвъртък разказва кратки забавни истории. Г-н Андреев и Слави винаги са облечени с една и съща вратовръзка. Първото ѝ издание е на 10 януари 2013 г.
Запознай се с малките – продължението на „Тъй рече г-н Андреев“. Първоначално се редува със самостоятелното участие на г-н Андреев, а в останалите петъчни издания с него в „Шоуто на Слави“ се изявява сценичната му партньорка г-ца Тереза. На 29 ноември 2013 е обявен кастинг за втора сценична партньорка на г-н Андреев и през пролетта на 2014 след състезание в продължение на шест седмици за негова партньорка е избрана Крисия. Като подарък за нея и за останалите две момичета, достигнали финала – Симона Иванова и Гергана Тодорова „Седем-осми“ и bTV подаряват концерти в родните им градове, които впоследствие са излъчени в праймтайма на телевизията. Първата поява на г-ца Крисия в „Запознай се с малките“ е на 28 февруари 2014 г. След това тя се редува с г-ца Тереза през седмица. През 2016 г-ца Тереза напуска и след нов кастинг нова сценична партньорка става Даниела Пирянкова, която за пръв път се появява в ефир с г-н Андреев на 10 февруари 2017 г. „Запознай се с малките“ се излъчва до 10 ноември 2017 г.
Искам думата – различни обикновени хора, зрители от страната и чужбина, гостуват на Слави. Излъчва се за кратко в понеделник вместо „Актьорската вечер“ през 2013 г.
Питай Слави – зрителите задават въпроси на водещия, а той отговаря всяка вечер в предаването. Излъчва се през сезони 2010/2011 и 2011/2012 г.
Мъжът и жената интимно – в сегмента постоянен гост на Слави Трифонов е сексологът Наталия Кобилкина, а зрителите могат да им задават въпроси, чийто отговори да получат в ефир. Стартира на 9 март 2012 и се излъчва всеки петък, впоследствие – в четвъртък. Въпреки че на последното ѝ издание е обявено, че рубриката ще продължи и през следващия сезон 2012/2013, тя така и не се подновява.
Жълтата гостенка – изобличава новините от жълтата преса в България. Във всеки такъв сегмент на Слави и двама от сценаристите гостува герой от страниците на жълтите вестници. Излъчва се само през сезон 2011/2012 и започва на 30 септември 2011 г. и се излъчва всеки петък, а впоследствие – в сряда. Последното ѝ издание е на 3 април 2012 г.
Денят на Редколегията/Редколегията – отговорните сценаристи на шоуто коментират актуалните събития от страната. Излъчва се в различни дни през различните сезони на предаването.
Цяло лято спомени – през юли 2011 година се излъчват подбрани забавни и вълнуващи моменти от предаването. Повторенията на „Цяло лято спомени“ са през август 2011 г. всеки делник от 12:30 часа.
Защо този човек е такъв? – известни български личности и звезди от екипа на предаването гостуват с техни приятели и роднини и разказват истории за него. Част от предаването е по време на сезон 2009/2010.
16 години Ку-Ку бенд – посветена на годишнината от създаването на бенда. В продължение на няколко месеца гости са музикантите от бенда, които разказват интересни случки с групата. Освен музикантите гостува и отговорният сценарист Ивайло Вълчев, който е автор на повечето текстове на песните им. Слави Трифонов гостува на своите сценаристи в последния епизод на „Шоуто на Слави" за сезон 2008/2009.
Четиримата – отговорните сценаристи Иво Сиромахов, Ивайло Вълчев, Драгомир Петров и Александър Вълчев правят сатиричен обзор на пресата от деня. Рубриката се излъчва през 2009 година.
Лице назаем – известни личности водят предаването, като те сами избират темите и гостите си. Създава се заради снимките на първия сезон на Music Idol, в който Слави Трифонов е жури и продуцент. „Лице назаем“ е всеки ден от 27 февруари до 16 март 2007 г.
Часът на Бенда / 13 години стигат! Времето е наше – изданията са посветени изцяло на бенда и водещ е Георги Милчев – Годжи. Често се използва остра политическа сатира под формата на пародиране на популярни песни. През 2013 „Часът на бенда“ е възстановен под друго име – „13 години стигат! Времето е наше!“ и се излъчва всяка седмица в предаването през сезон 2013/2014. През 2015, 2016 и 2017 г. рубриката се излъчва епизодично отново под оригиналното име „Часът на бенда“. Последното издание е на 30 юли 2019 г.
Истински истории с Росен Петров – първият подобен самостоятелен сегмент. Историите, които отговорният сценарист Росен Петров разказва, са широкообхватни, а характерна линия са предаванията с историческа тематика. За пръв път е в ефир на 8 октомври 2004 г. и се излъчва до напускането на Росен Петров.

## Студио и визия
Студиото на „Шоуто на Слави“ е в студиен комплекс 1 на bTV в зала 12 на НДК. Състои се от сет за бенда, сет за бюрото на водещия и диван за гостите, както и вход. Голяма видеостена в своеобразния център на студиото също е част от основните акценти. През годините са правени както козметични промени, така и промени на цялостния декор, но със запазване на основните елементи.
Предаването се снима с 3 студийни камери и кран.

### 2000 – 2002 г.
Оригиналната „шапка“ на предаването представлява изгряването на нощта над анимиран пейзаж на София. На този фон се появява водещият Слави Трифонов и се появява логото на предаването. През тези години е прието цялостното изписване на името – „Шоуто на Слави Трифонов“. В оригиналния декор входът на водещия е анфилада, а зад бюрото на водещия е изобразена Луната.

### 2002 – 2004 г.
За началото на третия сезон в студиото е изградено стълбището, по което влизат водещият и всички гости на предаването. Зад бюрото на Слави Трифонов има специално отделени места за подаръците от гостуващите. Графичната опаковка е променена, декорът е козметично обновен, а синьо-жълтото оригинално диванче е сменено с такова в напълно жълт цвят.

### 2004 – 2008 г.
За петия сезон на предаването студиото е напълно обновено. Стълбите са вече осветени, бюрото на водещия и диванът са сменени, а лавиците за подаръци са обновени и уголемени. „Входът“, който се ползва от реквизитора и преводачите при гостуване на световни знаменитости, е запазен, но вместо врата както дотогава, е с ниско стълбище. В пространството зад водещия до лавиците се вижда нощен пейзаж.
В „шапката“ на предаването, която отново е напълно обновена, водещият се изкачва в открит асансьор с изглед към нощен градски пейзаж, приготвяйки се за предаването. След като излиза от асансьора се завърта и се появява  логото на шоуто.

### 2008 – 2010 г.
С началото на деветия сезон (2008/2009) студиото отново е напълно обновено. Сетът за водещия и гостите е изцяло променен. Премахнати са местата за подаръците, сменено е бюрото и стола. Диванът остава за кратко, тъй като е сменен с такъв с по-висок гръб и в махагонов цвят. В новото студио преобладават по-тъмните цветове. Зад водещия вече има пейзаж от нощна София. Зад сета на Ку-Ку бенд са поставени малки видеоекрани, а пред сета – различни прожектори. Сред най-големите новости е замяната на т.нар. „показвачки“ с изрезките от вестниците, които са част от коментара на водещия и скечовете, с компютър, който е скрит в бюрото на водещия и се отваря, когато той го задейства. В пространството зад бюрото са поставени и изкуствени цветя.
Обновена е и графичната опаковка и логото. В „шапката“ се показват кадри от стари предавания, а мелодията все още не е променена. Тази опаковка е задържалата се най-кратко в ефир, защото през десетия сезон е представена нова „шапка“ и лого, които се използват в продължение на няколко години. В шапката се показва пътят на светлината, преминаваща от космоса до сградата на телевизията. Пред вратите на централата на bTV от светлината се появява водещият на предаването, а на черен фон се появява новото лого на предаването, представляващо стилизирано изписване в специфична подредба на инициалите на водещия – буквите „С“ и „Т“. Тази емблема се запазва и до последния 19-и сезон на предаването, макар и логотипът да е променян няколко пъти.

### 2010 – 2012 г.
През сезон (2010/2011) основно има промени в интериора и сета на водещия и гостите. По-голямата част от пространството зад него е оставено за нощен пейзаж от Орлов мост в София, но от страната на видеостената и до стълбите е поставена емблемата на шоуто върху „каменна“ стена. Диванът и бюрото са козметично променени. Интериорът в сета на бенда остава непроменен. До средата на дванадесетия сезон (2011/2012) студиото остава същото. 

### 2012 – 2019 г.
На 5 март 2012 г. в средата на дванадесетия сезон (2011/2012) е представено новото студио, което е напълно различно. За пръв път в декора на вечерно ток-шоу е инсталиран ескалатор. Така стълбите са премахнати напълно. Бюрото на водещия е сменено, декорът зад него е непроменен, а видеостените в сета на бенда също са заменени с нощен столичен пейзаж. Това е и последната промяна на сета на предаването до края на неговото съществуване, с изключение на козметични промени в сета на водещия и пространството за гостите.
През март 2015 е представен обновен вариант на „шапката“, логотипа и мелодията на предаването, но няколко месеца по-късно те са обновени отново. От началото на 17-ия сезон на предаването стартът на епизодите е напълно променен и началната „шапка“ в познатия ѝ дотогава вид е напълно премахната. На екрана се изписва „Седем-осми представя Шоуто на Слави“, по време на изпълнението на началния балет, предхождани от стилизиран нов 15-секунден вариант на оригиналната мелодия на предаването. В отделни случаи се използва друга версия на това „интро“ на предаването без изпълнението на началния балет и стилизирания вариант на оригиналната мелодия на шоуто.

## Екип
Основен водещ на предаването е Слави Трифонов. През последните няколко свои сезона в някои предавания той е заместван от един от отговорните сценаристи – Иво Сиромахов, който води и част от реалити проектите в предаването. Съставът на Ку-Ку бенд влиза в изключителна връзка и диалози по време на епизодите на предаването, а сценаристите водят свои собствени различни сегменти през годините.
До 2003 г. в предаването участие взима балет „Сатен“. Впоследствие те прекратяват взаимоотношенията си с компанията на Слави Трифонов и в предаването се създава балет „Магаданс“, който е част от „Седем-осми“ и „Шоуто на Слави“ през всичките му останали сезони.

### Ку-Ку бенд
Бендът претърпява много промени през годините по време на излъчване на „Шоуто на Слави“. През 2001 към групата се присъединяват Десислава Добрева и Александра Раева. На мястото на перкусионистката Лилия Йончева, която напуска екипа през 2003 г. и емигрира в Холандия, се присъединява кубинецът Рейди Бризуела.
През 2004 г. Деси Добрева напуска Ку-Ку бенд и обявява, че ще прави самостоятелна музикална кариера. След няколкогодишно медийно отсъствие тя става кандидат за представител на България в Европейския парламент. За да намери следващия заместник в шоуто се провежда първият реалити проект – „Аз пея в Ку-Ку бенд“, като наградата – беквокал в групата в крайна сметка се поделя от двама участници – Нели Петкова и Борис Солтарийски. Те се присъединяват към Алекс Раева, която напуска Ку-Ку бенд през септември 2006, за да стартира своя самостоятелна музикална кариера. Няколко години по-късно Раева вече е телевизионна водеща и част от продуцентската компания на Магърдич Халваджиян.
В края на януари 2007 г. Николай Арабаджиев напуска предаването, за да придружи съпругата си, която започва работа в Брюксел. Мястото му в групата е заето от Иван Стоянов. Към Ку-Ку бенд се присъединява и втори музикант на клавишни инструменти – Кристиан Илиев.
През лятото на 2011 г. Нели Петкова е поредната вокалистка на „Шоуто на Слави“, която го напуска заради собствена музикална кариера. От есента нейното място е заето от Лилия Стефанова и Цветелина Грахич, които са участници в продуцираното от Седем-осми музикално реалити за bTV – „Гласът на България“. Триото беквокалисти съществува няколко години, тъй като през юни 2017 – след големия концерт-спектакъл на Ку-Ку бенд „Има такъв народ“ в зала „Арена Армеец“, Цветелина Грахич напуска групата. На нейно място в бенда застава победителката от първия сезон на Music Idol – също продуцирано от компанията на Слави Трифонов – Невена Цонева. Тя е и съпруга на барабаниста в групата Венелин Венков.

### Актьори
Освен най-видните промени в беквокалите на групата, най-осезаеми за зрителите са били и промените в актьорския състав на предаването. Първоначално в шоуто скечове играят Любомир Нейков, Руслан Мъйнов и Стефан Рядков. Рядков напуска в края на 2003 и в екипа на Трифонов в началото на 2004 след общата работа за „Хъшове“ и „Каналето“ се завръща Виктор Калев. През лятото на същата година предаването напуска и Руслан Мъйнов, който се отдава на театъра. Към актьорите се присъединява Красимир Радков, който е поканен лично от водещия след негово гостуване в шоуто.
По време на лятната пауза след шестия сезон на „Шоуто на Слави“ става ясно, че Любомир Нейков напуска предаването, за да работи самостоятелно. Няколко месеца по-късно стартира комедийното предаване „Комиците“ по bTV, което е продуцирано от новата компания „DreamTeam Productions“ – собственост на Нейков и един от доскорошните отговорни сценаристи Евтим Милошев, който напуска „Седем-осми“ след доброволното спиране на другата тяхна продукция за медиата – „Вот на доверие“. На 2 октомври 2007 г. е първата поява на Мариан Бачев, който е поканен от отговорния сценарист Хаджи Тошко Йорданов. Така първоначалният актьорски състав на предаването е напълно сменен.
През март 2013 г. е обявен кастинг за актьори в НАТФИЗ и от ноември към „Тримата актьори“, както са били представяни в рубриката „Актьорската вечер“ всеки понеделник, се присъединява Тодор Башиянов. От есента на 2015 г. Виктор Калев напуска предаването и създава собствена театрална постановка. От тогава в различни актьорски превъплъщения влиза и отговорния сценарист Иво Сиромахов. От края на сезон 2017/2018 Тодор Башиянов вече не е част от екипа на предаването. През годините като актьори са се изявявали Албена Михова, Николай Станоев, Мая Бежанска и Анатоли Лазаров. В началото на последния 19-и сезон на предаването е обявен кастинг за актьори, но към екипа така и не се присъединява нов артист.

### Отговорни сценаристи
След напускането на Любен Дилов-син главен сценарист на „Шоуто на Слави“ става Росен Петров. През май 2008 г. Петров напуска „Седем-осми“, където е съдружник със Слави Трифонов, екипа на предаването и всички други фирми на Трифонов, за да се присъедини към компанията на Евтим Милошев и Любомир Нейков. По-късно двамата стават продуценти на негово историческо предаване по bTV, както и на ток-шоуто „Нека говорят“, което първоначално се излъчва всеки делничен ден преди централната емисия на bTV Новините, а впоследствие в неделя следобед. През 2014 година той влиза в политиката.
Година след напускането на Петров друг отговорен сценарист – Теньо Гогов, напуска Слави Трифонов и става главен сценарист на предаването „Нека говорят“.
От началото на 2016 г. отговорният сценарист Светослав Митев не е част от екипа на предаването, а причините за раздялата така и не стават официално публични.
Реквизитор на шоуто е Иван Атанасов-Ванката. По някога той взима участие в скечове, песни и др.

## Балет "Магаданс" (2003-)
- Хореограф (2003-2008) - Ася Стоева

- Станислава Симеонова
- Екатерина Шопова
- Яница Ламбрева
- Зарина Христова
- Жасмина Стоянова
- Силвия Тасева
- Камелия Михайлова
- Ангелина Йовчева
- Гергана Стефанова
- Георгина Коева
- Мария Иванова
- Станислава Левтерова
- Юлиана Найденова
- Кристина Шикерова
- Нели Желева
- Илиана Цанева
- Стела Аначкова-Ангелова
- Мартина Огнянова
- Антония Иванова
- Биляна Методиева-Илиева
- Ива Тепешанова-Неделчева
- Петя Хлебарова
- Ирина Иванова-Стоименова
- Стиляна Георгиева